# Anthanassa otanes
La mariposa lunita de bosque (Anthanassa otanes) es una especie de mariposas endémica de México de la familia Nymphalidae, que fue descrita originalmente bajo el nombre científico Phyciodes cyno por Godman & Salvin, 1889. El tipo proviene de Orizaba Veracruz.

## Descripción
Cabeza, tórax y abdomen son de color café oscuro. Los palpos labiales son de color amarillo, al igual que el tórax y el abdomen. Las antenas son de color café en su vista dorsal y blancas en su vista ventral.
En el ala anterior el margen costal  es convexo, el externo es curvo, y el interno es casi recto. Las alas anteriores en su lado dorsal son también de color café oscuro con manchas pequeñas de color amarillo y crema en el macho. En su mayoría presentan un fondo café. Cerca de la región basal, tórax y abdomen presentan escamas de color amarillo. En las alas posteriores los márgenes (costal e interno) son convexos, y el externo es ligeramente ondulado con pelos cortos blancos. El color de fondo de las alas es café oscuro y no presenta figuras. En su lado ventral las alas anteriores son de color café, con escamas amarillas en el área basal. Las alas posteriores presentan figuras de varios tonos, entre estos negro, rosado opaco, café, café claro, y gris.
La especie presenta dimorfismo sexual; la hembra presenta manchas de color blanco desde el margen costal al interno en el centro del ala y área submarginal. Las alas posteriores en su vista dorsal son de color café oscuros con tres bandas o líneas amarillas. Asimismo, cerca de la celda discal la hembra presenta una mancha rojiza, y es ligeramente más grande que el macho.

## Distribución
Esta especie se encuentra distribuida en el este de México,  en los estados de Chiapas, Hidalgo, Oaxaca, Puebla, San Luis Potosí, Tamaulipas y Veracruz. También en Centroamérica.

## Hábitat
Habita en áreas abiertas. 